# Scholarpedia
Scholarpedia je isto kao i Wikipedija - besplatna enciklopedija koju svatko može uređivati. Obje se pokreću istim programom MediaWiki. Posjetiteljima dopuštaju pregledavati i uređivati članke jednostavnim klikom na tabulator za uređivanje.
Unatoč sličnostima Scholarpedia se razlikuje od Wikipedije u nekoliko bitnih stvari:
- Svaki članak je napisao stručnjak u području.
- Svaki članak anonimno pregledavaju drugi eksperti u polju da bi se osigurala točnost i pouzdanost podataka.
- Svaki članak ima kuratora, najčešće samog autora, koji je odgovoran za njegov sadržaj.
- Svaka promjena članka mora biti odobrena od strane kuratora prije nego što se pojavi u odobrenoj inačici.

U tome i je najveća razlika između Scholarpedie i tradicionalnog tiskanog medija: iako je početno autorstvo i pregled slično ispisanom stručnom tekstu tako da se Scholarpedia može citirati, članci nisu zamrznuti i zastarjeli, nego ih kuratori mogu dinamično mijenjati. To dopušta Scholarpediji sadržavati najnovije informacije, ali opet i najvišu kakvoću sadržaja.

## Ciljevi i načelo rada
Scholarpedia je enciklopedija koju pišu vodeći stručnjaci u njihovim poljima. Ne objavljuje istraživačke članke, nego "živuće preglede" koje će održavati buduće generacije stručnjaka kroz proces kuratorstva. Ambiciozni cilj Scholarpedije je biti razumljivom i korisnom enciklopedijskom referencom za stručnjake iz različitih polja.
Da bi osigurao te zahtjeve, idealan članak Scholarpedije je napisan:
- na znanstvenom američkom engleskom jeziku ili malo naprednijem stilu, koji je primjeren u najmanju ruku naprednijim studentima preddiplomskog studija tog područja ili studentima diplomskog studija sličnih polja
- zadovoljava Einsteinov kriterij: biti jednostavan što je moguće više, ali opet da ne bude jednostavniji od toga Scholarpedia je publikacija potpuno otvorenog tipa:
- nema pretplate ili neke druge vrste plaćanja da bi pristupili njezinom sadržaju, t.j. članci su besplatni za sve
- nema naplate autorima za objavu članaka

Svaki članak Scholarpedije ima svoju vrstu autorskog prava koju autori odabiru:
1. Author owns the copyright and licenses the content to Scholarpedia.
2. Creative Commons.
3. GNU FDL.
Da bi preživila, Scholarpediji je potrebna vanjska financijska potpora.

## Scholar index
Slično kao i na Wikipediji, svaki registrirani član može pregledati i proširiti članke na Scholarpediji. Revizije mogu biti ispravci gramatike, pokušaji da se prepišu nejasni odlomci članka, prijedlog koji bi mogao unaprijediti kvalitetu članka, itd.
Svaku predloženu promjenu kurator ocjenjuje s "uglavnom netočno", "unaprjeđenje", ili "velik doprinos". Prema toj ocjeni svatko tko mijenja članak dobiva indeks koji mjeri njegov doprinos članku. Kad članak ostane bez kuratora, osoba s najvišim indeksom za taj članak postaje kurator istoga. Zbroj svih tih indeksa postaje suradnikov "Scholar indeks". Indeks mjeri suradnikov sveukupan utjecaj na sadržaj Scholarpedije i daje mu određena prava i privilegija ako je dovoljno visok.

## Kuratorstvo
Na Scholarpediji svaki članak ima osobu koja se brine o njegovom sadržaju i čija reputacija postane povezana sa sadržajem članka, ta osoba se naziva kurator. Posao kuratora je uređivati i filtrirati revizije članka, prihvaćajući one koje su relevantne, a odbijajući one koje nisu. U neku ruku kurator članka je kao kao kurator u muzeju. Mora ocijeniti nove dodatke članku i odlučiti jesu li dovoljno vrijedni za javnost ili ne. Kuratorovo ime i pripadnost su navedeni ispod naslova članka, tako da njegova/njezina reputacija jamči točnost članka. Svaki članak može imati jednog ili više kuratora, a jedna osoba može biti kurator više članaka.
Kuratori Scholarpedije su vodeći stručnjaci u njihovim poljima, najčešće s naslovom doktora ili magistra [nedostaje izvor] te povezani s nekom akademskom ili istraživačkom organizacijom. Kad članak prvi put bude prihvaćen, njegovi autori automatski postaju njegovim kuratorima. Kako vrijeme prolazi uloga će se prebaciti na druge stručnjake, osiguravajući svježinu članka.
Proces kuratorstva je unikatan projekt. Sigmund Freud je napisao "Psihoanalizu", a Albert Einstein "Prostor-vrijeme" za 13. izdanje Enciklopedije Britannice prije skoro 100 godina. Da je Britannica imala slično kuratorstvo kao Scholarpedija, najbolji stručnjaci današnjice bi se natjecali za kuratorstvo nad Freudovim ili Einsteinovim člancima. Cilj Scholarpedije je identificirati i uvjeriti Einsteine i Freudove današnjice da pišu enciklopedijske članke o njihovim otkrićima, tako da kad prođe 100 godina najbolji stručnjaci će željeti održavati i osvježavati članke kroz proces kuratorstva.

## Vanjske poveznice
- Službena stranica
- Glavna stranica[neaktivna poveznica]